# Bruno Hartl
Bruno Hartl (16. März 1963 in Wien – 2023) war ein österreichischer Paukist und Komponist.

## Leben, Werk
Bruno Hartl war seit frühester Jugend von Musik umgeben, erhielt bereits als 6-jähriger Klavierunterricht. Von 1972 bis 1975 gehörte er als Solist den Wiener Sängerknaben an. Ab 1976 studiert er an der Wiener Musikhochschule Schlagzeug und Klavier, ab 1977 auch Trompete und Komposition (bei Augustin Kubizek). 1980 wurde er an das Mozarteumorchester Salzburg engagiert, 1984 wechselte er – als jüngster Pauker bis dato – zu den Wiener Philharmonikern. Alljährlich war er mit seinem Orchester bei den Salzburger Festspielen verpflichtet. Er spielte aber auch bei anderen Orchestern. Nach seiner Pensionierung bei den Wiener Philharmonikern im Jahre 2015 widmete er sich verstärkt dem Komponieren.
Hartl arbeitete an einer 4-bändigen Paukenschule, von welcher zumindest zwei Bände erschienen sind. Er unterrichtet bei verschiedenen Festivals und Orchestern und prägte eine ganze Generation von Schlagwerkern, so Raphael Sas in seiner Moderation der Radioübertragung des 3. Abonnementkonzerts der Wiener Philharmoniker am 24. November 2024.
1995 war ihm ein Komponistenporträt im Wiener Musikverein gewidmet. Auch bei seinen Kompositionen standen Percussion und Schlagwerk im Vordergrund. Beispielsweise schrieb er 1997 zwei Etüden für zwei Pauken. 2008 komponierte er für den Schlagzeuger-Kollegen Martin Grubinger das Konzert für Schlagzeug und Orchester, op. 29, welches bei den Salzburger Festspielen 2011 aufgeführt wurde. 2012 präsentierte er im Mahlersaal der Wiener Staatsoper die Sonate für Pauke solo und Schlagwerkensemble, op. 30. Im November 2024 würdigten die Wiener Philharmoniker ihren langjährigen Kollegen und Solisten mit der Uraufführung von April, op. 39, einer Ballade für großes Orchester. Das Werk wurde als Auftakt des 3. Abonnementkonzerts präsentiert, es dirigierte Alain Altinoglu. Der Komponist über dieses Werk: „Über allem steht mir mein Einklang mit der Natur.“ Raphael Sas verortete Bruno Hartl als „Bruder im Geiste der Spätromantiker“.
Hartl war ein begeisterter Bergsteiger.

## Auszeichnungen
- 1992 Erster Preis des Komponistenförderungsprojektes BMUK
- 2011 Ehrenzeichen des Landes Salzburg